# Alejo Malia
Alejo Malia (Cádiz, Andalucía, España, 25 de noviembre  de 1994) es un artista de nacionalidad española. Alcanzó reconocimiento internacional en 2010 gracias a su proyecto personal titulado 'Google´s World', una serie de ilustraciones inspiradas en Google Maps y su aplicación Street View.
Algunos medios especializados lo sitúan como el precursor del arte 2.0 por su combinación artística de la cartografía digital con la ilustración clásica. A principios de 2017 rodó Hipsterfobia, proyecto que cuenta con la participación de Manuel Huedo y María Herrejón, ambos colaboradores en Yu no te pierdas nada de LOS40. 'Blackwood - Historias estrambóticas de una coffee shop de Hollywood' se convierte en su primera obra literaria publicada en 2020. Un conjunto de relatos que nos muestran la vida cotidiana del mundo del cine, con sus virtudes y defectos.

## Biografía
Inicia sus estudios de Diseño Gráfico y Publicidad en la Escuela de Artes y Oficios de  Jerez. Es aquí donde se especializa en técnicas fotográficas, desarrolla sus trazos y adquiere gran dominio del mundo de la publicidad. En esta etapa, la escuela instaura un concurso de fotografía artística titulado Fotografía creativa. Tras ganar el primer premio de la primera edición del concurso con su obra que combina ilustración y fotografía, Alejo Malia decide especializarse en esta técnica y dedicarse al mundo de la ilustración.
En 2010, una vez que finaliza sus estudios artísticos, comienza a dedicarse a la fotografía profesional mientras desarrolla su técnica de ilustración. Para ello, crea un blog donde publicar todas sus creaciones, al igual que se abre en el mundo de las redes sociales para compartir sus creaciones. Para él, su blog carecía de creatividad y es este el motivo que le hace recuperar unos antiguos bocetos sobre Google Maps. Estos son nuevamente llevados a Photoshop, pero esta vez se aplica todo lo aprendido durante sus estudios artísticos. 
Las ilustraciones adoptan el nombre de Google's World, y en ellas se muestran una visión ilustrada del mundo real interactuando con los iconos de la aplicación Google Maps. Estas composiciones son publicadas en su blog, y a la vez compartidas por las redes sociales. Gracias a esta serie de ilustraciones, Alejo Malia consigue un gran reconocimiento internacional como artista.

## Google's World
Google's World es el nombre que recibe la serie de ilustraciones ambientadas en el mundo de Google Maps y Street View. En cada una de ellas se representa los iconos que nos ayudan a navegar a través de los mapas.
Las gigantes presencias de los iconos de Google mezcladas con escenarios reales fueron dibujadas en 2009, pero en 2010 fue cuando las recuperado, y gracias a la viralidad en la red han recorrido las portadas de algunos de los medios especializados en tecnología más leídos del mundo. Ufunk, un blog francés dedicado a las nuevas tecnologías, recogió los dibujos. Este post fue referenciado en GeekoSystem y a su vez fue vinculado por Gizmondo, uno de los blogs tecnológicos más importantes del mundo. Finalmente las ilustraciones fueron publicadas en Mashable, un portal de noticias de internet que se sitúa entre los más importantes de la red.
Sus ilustraciones también fueron transmitidas por otros medios de comunicación como: Aol, Mashable, Trendhunter, Goopilation, Switched (Estados Unidos). Monkeyzed (México). Abduzeedo (Brasil) BuzzFeed, Vrt Agency, (Reino Unido). 20 Minutos, Gizmodo, Ufunk, Digital Excite, France 24, Minute Buzz, Sudouest (Francia). Rtve, Microsiervos, Meneame (España). Malufor, 20 20 Minutos (Suiza). Diskursdisko (Alemania). Tech News (Armenia). Forum kobierzyce (Polonia). BlueBus (Portugal). Akouseto (Grecia). Gizmodo (Australia). Giganize (Japón). 19Talk (China). Y en formato físico, fueron publicadas en un  periódico local de Berlín.

### Arte 2.0
Alejo Malia ha fusionado el mundo tecnológico de los mapas con la ilustración clásica. Arte y medios de comunicación social, finalmente se aúnan. No sólo tiene diseños realizados con algún motivo de Google sino que también fusiona realidad con las nuevas tecnologías. En su blog también se puede ver un fotomontaje en el que aparece el botón de "me gusta" (I Like) de Facebook asociados a elementos de la vida real.

## Blackwood
Su primer libro publicado titulado 'Blackwood - Historias estrambóticas de una coffee shop de Hollywood'. Una obra literaria que mantiene el mismo nombre de la cafetería hollywoodiense donde se engendró el proyecto literario, y en el cual se recogen un conjunto de relatos cortos que acontecieron en una cafetería de Sunset Boulevard, cuyos textos son acompañados de ilustraciones y fotografías que fueron realizados en aquellos meses que el autor estuvo residiendo en la ciudad de Los Ángeles. Cabe destacar que estos relatos fueron creados en un intento de poder evitar mirar el móvil durante los descansos después de haber estado varias horas trabajando en la oficina frente al ordenador.

## Filmografía
- Evil Contact (2015)
- Hipsterfobia (2017)
- Ocultos (2022)